# وزارة التعليم العالي والبحث العلمي (الجزائر)
وزارة التعليم العالي والبحث العلمي الجزائرية هي أحد وزارات الحكومة الجزائرية. تشرف هذه الوزارة على قطاع التعليم العالي والجامعات والبحث العلمي في الجزائر. استحدثت هذه الوزارة لأول مرة سنة 1970، في بعض الأوقات، كانت مقسمة إلى قطاعين أو تحت وصاية وزير منتدب.

## التاريخ
بعد استقلال الجزائر وإلى غاية سنة 1971، كان قطاع التعليم العالي والبحث العلمي تحت إشراف وزارة التربية الوطنية. في سنة 1965، نصب مجلس أعلى داخل وزارة التربية الوطنية. ظهرت وزارة التعليم العالي والبحث العلمي لأول مر في حكومة بومدين الثالثة في 1970، واستمرت إلى غاية 1983. بين سنتي 1984 و1990، كان القطاع تحت إشراف الوزير الأول، ثم أعيدت سنة 1992 و1994.

## مقر الوزارة
يقع مقر الوزارة وسط مباني جامعة الجزائر 3 بنهج دودو مختار ببن عكنون بولاية الجزائر.
بين سنتي 1970 و 1986، كان مقر الوزارة بسيدي امحمد بالجزائر العاصمة بشارع البشير بطار (المقر الذي تشغله حاليا دار الصحافة طاهر جاووت). وانتقلت الوزارة إلى شارع الإخوة عيسو إلى غاية منتصف التسعينيات (وتشغل المقر حاليا وزارة التكوين والتعليم المهني).

## الهياكل المركزية[1]
- المديرية العامة للتعليم و التكوين
- المديرية العامة للبحث العلمي و التطوير التكنولوجي
- مديرية الموارد البشرية
- مديرية المالية
- مديرية الوسائل و الممتلكات و العقود
- مديرية التخطيط و الاستشراف
- مديرية التعاون و التبادل الجامعي
- مديرية الشؤون القانونية
- مديرية الحياة الطلابية
- مديرية الشبكات و تطوير الرقمنة
- مديرية الخدمات الجامعية

## قائمة الوزراء

### قائمة الوزراء المتداولين
وزراء التعليم العالي في الجزائر شهدوا عدة تسميات :
- 21 يونيو 1970 - 22 يناير 1984: وزراء التعليم العالي والبحث العلمي
- 22 يناير 1984- 9 سبتمبر 1989: وزراء التعليم العالي
- 25 يناير 1990 - 22 فبراير 1992 : وزراء الجامعات
- 22 فبراير 1992 - 19 يونيو 1992: وزراء الجامعات والبحث العلمي
- 15 أبريل 1994 - إلى الآن : وزراء التعليم العالي والبحث العلمي

الجدول التالي يستعرض قائمة الوزراء المتداولون زمنيا:
| الرقم                              | البداية        | النهاية        | الوزير | الحكومة |
| ---------------------------------- | -------------- | -------------- | --- | --- |
| وزراء التعليم العالي والبحث العلمي |                |                | | |
| 1                                  | 21 يونيو 1970  | 23 أبريل 1977  | محمد الصديق بن يحيى (جبهة التحرير الوطني الجزائرية)                                                                               | حكومة بومدين الثالثة |
| 2                                  | 23 أبريل 1977  | 8 مارس 1979    | عبد اللطيف رحال (جبهة التحرير الوطني الجزائرية)                                                                                   | حكومة بومدين الرابعة |
| 3                                  | 8 مارس 1979    | 22 يناير 1984  | عبد الحق رفيق برارحي | حكومة عبد الغاني الأولى حكومة الإبراهيمي الثانية و حكومة عبد الغاني الثالثة |
| وزراء التعليم العالي               |                |                | | |
| 4                                  | 22 يناير 1984  | 17 نوفمبر 1987 | عبد الحق رفيق برارحي | حكومة الإبراهيمي الأولى حكومة الإبراهيمي الثانية |
| 5                                  | 17 نوفمبر 1987 | 9 نوفمبر 1988  | أبو بكر بلقايد | حكومة الإبراهيمي الثانية |
| 6                                  | 9 نوفمبر 1988  | 9 سبتمبر 1989  | عبد الحميد أبركان (جبهة القوى الاشتراكية)                                                                                         | حكومة مرباح |
| وزراء الجامعات                     |                |                | | |
| 7                                  | 25 يناير 1990  | 4 يونيو 1991   | مصطفى شريف | حكومة حمروش الثانية |
| 8                                  | 18 يونيو 1991  | 22 فبراير 1992 | جيلالي اليابس | حكومة غزالي الأولى حكومة غزالي الثانية |
| وزراء الجامعات والبحث العلمي       |                |                | | |
| 9                                  | 22 فبراير 1992 | 19 يونيو 1992  | جيلالي اليابس | حكومة غزالي الثالثة |
| وزراء التعليم العالي والبحث العلمي |                |                | | |
| 10                                 | 15 أبريل 1994  | 10 يونيو 1997  | أبو بكر بن بوزيد (التجمع الوطني الديمقراطي (الجزائر))                                                                             | حكومة سيفي الأولى حكومة سيفي الثانية حكومة أويحيى الأولى |
| 11                                 | 10 يونيو 1997  | 23 ديسمبر 1999 | عمار تو (جبهة التحرير الوطني الجزائرية)                                                                                           | حكومة أويحيى الثانية حكومة حمداني |
| 12                                 | 26 أغسطس 2000  | 4 يونيو 2002   | عمار صخري | حكومة بن بيتور حكومة بن فليس الأولى حكومة بن فليس الثانية |
| 13                                 | 4 يونيو 2002   | 11 سبتمبر 2013 | رشيد حراوبية (جبهة التحرير الوطني الجزائرية) الهاشمي جيار ينوبه من 24 ماي إلى 3 سبتمبر 2012 نظرا لانتخابه في المجلس الشعبي الوطني | حكومة بن فليس الثالثة حكومة أويحيى الثالثة حكومة أويحيى الرابعة حكومة أويحيى الخامسة حكومة بلخادم الأولى حكومة بلخادم الثانية حكومة أويحيى السادسة حكومة أويحيى السابعة حكومة أويحيى الثامنة حكومة أويحيى التاسعة حكومة سلال الأولى |
| 14                                 | 11 سبتمبر 2013 | 14 ماي 2015    | محمد مباركي | حكومة سلال الثانية حكومة سلال الثالثة |
| 15                                 | 14 ماي 2015    | 31 مارس 2019   | الطاهر حجار | حكومة سلال الرابعة حكومة سلال الخامسة حكومة تبون حكومة أويحيى العاشرة |
| 16                                 | 31 مارس 2019   | 2 يناير 2020   | الطيب بوزيد | حكومة بدوي |
| 17                                 | 2 يناير 2020   | 23 جوان 2020   | شمس الدين شيتور | حكومة جراد الأولى |
| 18                                 | 23 جوان 2020   | 8 سبتمبر 2022  | عبد الباقي بن زيان | حكومة جراد الثانية حكومة جراد الثالثة حكومة بن عبد الرحمان |
| 19                                 | 8 سبتمبر 2022  | في المنصب      | كمال بداري | حكومة بن عبد الرحمان الثانية حكومة العرباوي |

### قائمة الوزراء المنتدبون مكلفون بالجامعات أو التعليم العالي
| البداية       | النهاية       | الوزير               | الحكومة            |
| ------------- | ------------- | -------------------- | ------------------ |
| 9 سبتمبر 1989 | 25 يناير 1990 | عبد السلام علي راشدي | حكومة حمروش الأولى |

| البداية       | النهاية       | الوزير     | الحكومة          |
| ------------- | ------------- | ---------- | ---------------- |
| 19 يونيو 1992 | 21 أغسطس 1993 | الطيب شريف | حكومة عبد السلام |

| البداية       | النهاية       | الوزير           | الحكومة    |
| ------------- | ------------- | ---------------- | ---------- |
| 21 أغسطس 1993 | 11 أبريل 1994 | أبو بكر بن بوزيد | حكومة مالك |

### قائمة الوزراء المنتدبون مكلفون بالبحث العلمي
| البداية       | النهاية      | الوزير          | الحكومة             |
| ------------- | ------------ | --------------- | ------------------- |
| 25 يونيو 1990 | 4 يونيو 1991 | شريف حاج سليمان | حكومة حمروش الثانية |

| البداية       | النهاية        | الوزير          | الحكومة                                 |
| ------------- | -------------- | --------------- | --------------------------------------- |
| 18 يونيو 1991 | 22 فبراير 1992 | شريف حاج سليمان | حكومة غزالي الأولى, حكومة غزالي الثانية |

| البداية        | النهاية       | الوزير     | الحكومة             |
| -------------- | ------------- | ---------- | ------------------- |
| 22 فبراير 1992 | 19 يونيو 1992 | مراد خلادي | حكومة غزالي الثالثة |

| البداية        | النهاية       | الوزير     | الحكومة             |
| -------------- | ------------- | ---------- | ------------------- |
| 22 فبراير 1992 | 19 يونيو 1992 | مراد خلادي | حكومة غزالي الثالثة |
| 25 أكتوبر 1992 | 21 أغسطس 1993 | مليكة علاب | حكومة عبد السلام    |

| البداية       | النهاية       | الوزير            | الحكومة |
| ------------- | ------------- | ----------------- | --- |
| 26 أغسطس 2000 | 4 يونيو 2002  | محمد علي بوغازي   | حكومة بن فليس الأولى, حكومة بن فليس الثانية                                                                           |
| 4 يونيو 2002  | 4 أكتوبر 2003 | ليلى حمو بوتليليس | حكومة بن فليس الثالثة, حكومة أويحيى الثالثة                                                                           |
| 4 أكتوبر 2003 | 3 سبتمبر 2012 | سعاد بن جاب الله  | حكومة أويحيى الثالثة, الرابعة, الخامسة, حكومة بلخادم الأولى, الثانية, حكومة أويحيى السادسة, السابعة, الثامنة, التاسعة |

## مقالات ذات صلة
- وزارة التربية الوطنية الجزائرية

## وصلات خارجية
- الموقع الرسمي للوزارة